# Pippo Delbono
 (juin 2025).
Si vous disposez d'ouvrages ou d'articles de référence ou si vous connaissez des sites web de qualité traitant du thème abordé ici, merci de compléter l'article en donnant les références utiles à sa vérifiabilité et en les liant à la section « Notes et références ».
Pippo Delbono (né à Varazze, dans la province de Savone, en Ligurie en 1959) est un metteur en scène et acteur de théâtre italien. Il est l'une des figures les plus importantes de la scène théâtrale contemporaine. Il a aussi réalisé quelques films.

## Biographie
Pippo Delbono fait ses études à l'école de théâtre de Savone où il rencontre l'acteur argentin Pepe Robledo.
Depuis sa plus petite enfance il a une grande passion pour le théâtre et aime se mettre en scène.
Au début des années 1980 il s'installe au Danemark avec Pepe Robledo. Il participe au groupe Farfa, dirigé par Iben Nagel Rasmussen issu de l'Odin Teatret.
Il revient en Italie et travaille à son premier spectacle Il tempo degli assassini (le temps des assassins) qu'il présente sur scène en 1986 au festival de Sant'Arcangelo. Pendant une tournée en Allemagne Pepe et Pippo rencontrent Pina Bausch et participent à son spectacle Ahnen. L'année suivante ils continuent de jouer Il tempo degli assassini dans le monde entier, que ce soit en Suisse, en Espagne, en Amérique Latine ou en Irak.
En 1989, commencent différents projets, où ils mêlent acteurs et danseurs de différents horizons : Morire di Musica (1989), Il Muro (1990 avec des danseurs de Pina Bausch).
En 1992, ils collaborent avec l'Université de Parme, et commencent à travailler sur Henry V de Shakespeare. Le résultat est original : les participants aux ateliers de théâtre sont insérés dans le spectacle, dans chaque ville où la pièce est représentée.
En 1993, ils s'établissent à Loano (Province de Savone) avec un espace permanent de formation appelé La Danza nel Teatro.
En 1995, la Compagnie donne La Rabbia, spectacle dédié à Pier Paolo Pasolini.
En 1997, ils donnent à Naples le spectacle Barboni. Ce spectacle est né de rencontres avec les internés de l'asile psychiatrique d'Aversa près de Naples, mais aussi avec des artistes de rue et des chanteurs de rock. Barboni reçoit le Prix spécial Ubu pour la recherche à la frontière entre l'art et la vie ainsi que le Prix de la critique 1998, et rencontre un immense succès de par le monde.
L'année suivante, le spectacle Guerra poursuit la recherche commencé avec Barboni avec les mêmes personnes.
En 1999, ils créent Esodo à Modène, en 2000 c'est au tour de Il Silenzio au festival Orestiadi de Gibellina (Sicile).
En 2002, Gente di Plastica est créé à Modène ; cette pièce exubérante sur une musique de Frank Zappa, en hommage à Sarah Kane, reçoit le Prix Olimpici del teatro en 2003.
En 2003, de retour de Palestine, Pippo Delbono réalise le film Guerra, sélectionné à la 60e Mostra de Venise.
Urlo est créé au Festival d'Avignon en 2004, avec la participation de Giovanna Marini et d'Umberto Orsini.
En 2006, est créé au Teatro Argentina, à Rome, Questo Buio Feroce, un spectacle qui traite de la mort et de la maladie dont souffre le metteur en scène. Mêlant poésie, beauté plastique et musique « cette féroce obscurité » est composée de plusieurs séquences qui apparaissent comme des images arrêtées, des photographies. Les réactions des spectateurs sont diverses, certains pouvant être choqués.
En août 2006, il participe au projet Tyerri Salmon comme professeur à un stage intitulé « La danse du corps et des mots » avec de jeunes acteurs de cinq pays européens sous la direction artistique de Franco Quadri.
Le 6 septembre 2007, il présente à Spolète (Ombrie) l'opéra Obra Maestra, un projet inédit de Frank Zappa écrit par le Vénitien Giovanni Mancuso, sur un livret de Pilar Garcia.
En 2008, il crée La Menzogna dont la première a lieu à Turin.
En avril 2009, il a reçu le XIe Prix Europe Réalités Théâtrales, à Wrocław.
En juin 2009, Pippo Delbono réalise son premier long métrage, un documentaire intitulé Grido. Il évoque la folie, sa rencontre avec son acteur fétiche Bobo (un homme sourd et muet qu'il a rencontré dans un hôpital psychiatrique alors qu'il y vivait depuis quarante-cinq ans) et le sens du compagnonnage qui les lie.
Son spectacle Dopo la Battaglia rencontra un grand succès lors de sa tournée en France en 2013.
Dans La gioia, son dernier spectacle, Pippo Delbono rend hommage à Bobò, disparu en 2019.

## Prix Europe pour le théâtre - Premio Europa per il Teatro
En 2009, il a reçu le Prix Europe Réalités Théâtrales avec cette motivation :
Poète de la marginalité et de la différence, Pippo Delbono, qui approche aujourd’hui des cinquante ans, considère depuis toujours la rencontre avec l’art comme une expérience fondamentale pour survivre au désespoir. Il est arrivé à la scène en fréquentant différentes écoles spécialisées, en poursuivant le modèle tourmenté d’un vagabond comme Rimbaud, et dans la phase d’étude il a rencontré l’argentin Pepe Robledo, destiné à devenir son double dans une longue aventure théâtrale. Celle-ci a débuté par un voyage ensemble à Holstebro pour se former avec Iben Nagel Rasmussen, tandis qu’en 1987 il concevait leur premier spectacle à deux, Il tempo degli assassini (Le temps des assassins), toujours au répertoire, vu en phase de répétition par Pina Bausch à Wuppertal. Delbono propose donc l’Enrico V (Henri V) de Shakespeare dans une adaptation destinée à être reprise au cours des ans dans différents pays en faisant participer des jeunes de l’endroit et, poussé par Laura Betti, il monte La rabbia (La rage) de Pasolini. Artiste de l’extrême, capable d’une vitalité débordante, Pippo a été atteint du sida qu’il combat avec l’aide du bouddhisme, tandis qu’il ne cesse de recueillir ses compagnons de travail parmi les indigents, dans les rues, et qu’il découvre dans un asile d’aliénés sa star, alias Bobò, enfermé depuis 45 ans, sourdmuet, microcéphale, analphabète, donc de fait isolé, qui s’exprime par des cris aigus de mouette mais est capable d’imposer sur scène son physique en jouant même des scènes de Beckett dans Barboni (Clochards). C’est l’oper-manifeste du groupe qui explose l’été 97, en exhibant une série de cas humains qui découvrent leur capacité de communiquer en éclairant le mystère de la vie. Il se libère de toute contrainte un an plus tard avec Guerra (Guerre). Il y exprime le besoin de représenter la vie pouvant naître de la diversité avec de nouveaux adeptes pris dans la rue dans un spectacle qui part d’une phrase du Che et qui rapproche des passages de Bouddha à l’Ecclésiastique. Pendant ce temps-là les différents et les normaux s’affrontent sous le signe du mystère d’une vie qui naît de la marginalité et de la maladie, mais qui sait s’exprimer également par la danse et le chant: ce n’est pas un hasard s’il fera une tournée émouvante en Palestine et dans le théâtre arabe de Jérusalem et il rendra visite à Arafat à Ramallah. Depuis lors, les tournées de la Compagnie Delbono se multiplient dans le monde entier, de Il silenzio (Le silence) sur Oscar Wilde à L’urlo (Le cri) et à Gente di plastica (Gens en plastique) avec des extraits de Sarah Kane, du blanc absolu de Questo buio feroce (Ces ténèbres sauvages) sur le problème du sida par Harold Brodkey, à la dénonciation presque sans mots de la mort au travail de Menzogna (Mensonge), en continuant avec des moyens d’expression de plus en plus extrêmes un voyage de la douleur dans l’existence des exclus.

## Théâtre
- Il tempo degli assassini (1987)
- Morire di musica (1989)
- Il Muro (1990)
- Enrico V (1992)
- La rabbia (1995)
- Barboni (1997)
- Itaca (1998))
- Guerra (1998)
- Her bijit (1999)
- Esodo (1999)
- Il silenzio (2000)
- Gente di plastica (2002)
- Urlo (2004)
- Racconti di Giugno (2005)
- Questo Buio Feroce (2006)
- Obra Maestra (2007)
- La Menzogna (2008)
- Storia di un viaggio teatrale (2009)
- Amore e carne (2011)
- Rosso Bordeaux (2011)
- Dopo la battaglia (2011)
- Erpressung / Ricatto (2012)
- Cavalleria Rusticana de Pietro Mascagni (2012)
- Orchidee (2013)
- Vangelo  (2017)
- La Gioia (2018)
- Amore (2021)
- Il Risveglio (2024)

## Publications
- Le Corps de l'acteur, six entretiens romains avec Hervé Pons, Éditions Les Solitaires Intempestifs, 2004
- Mon théâtre, Actes Sud, 2004
- Récits de juin, [Racconti di giugno], Actes Sud, 2008

## Filmographie

### Réalisateur
- 2003 : Guerra
- 2006 : Grido
- 2009 : Blue Sofa (court métrage)
- 2009 : La paura
- 2011 : Amore carne
- 2013 : Sangue
- 2017 : Vangelo
- 2017 : La visite-Versailles (documentaire)

### Acteur
- 2010 : Amore (Io sono l'amore) film de Luca Guadagnino
- 2011 : Goltzius et la Compagnie du Pélican (Goltzius and the Pelican Company) de Peter Greenaway
- 2012 : Moi et toi de Bernardo Bertolucci
- 2013 : Henri de Yolande Moreau
- 2013 : Un château en Italie de Valeria Bruni Tedeschi
- 2013 : Cha cha cha de Marco Risi
- 2014 : United Passions de Frédéric Auburtin
- 2014 : Più buio di mezzanotte de Sebastiano Riso
- 2015 : Rendez-vous à Atlit de Shirel Amitay
- 2018 : Un tramway à Jérusalem d'Amos Gitaï

## Récompenses et distinctions
- 2009 : Prix Europe pour le théâtre - Prix Europe Réalités Théâtrales[5]